# Piotr Trojański
Piotr Trojański (ur. 1968) – polski historyk, doktor habilitowany nauk humanistycznych, nauczyciel akademicki, działacz społeczny i związkowy. Specjalizuje się w najnowszej historii Żydów i dydaktyce historii, ze szczególnym uwzględnieniem edukacji o Holokauście i przemian pamięci Auschwitz w okresie PRL. Jest autorem wielu publikacji naukowych, dydaktycznych i popularnonaukowych. Współautorem pierwszego w Polsce programu i podręcznika do nauczania o zagładzie Żydów.

## Życiorys

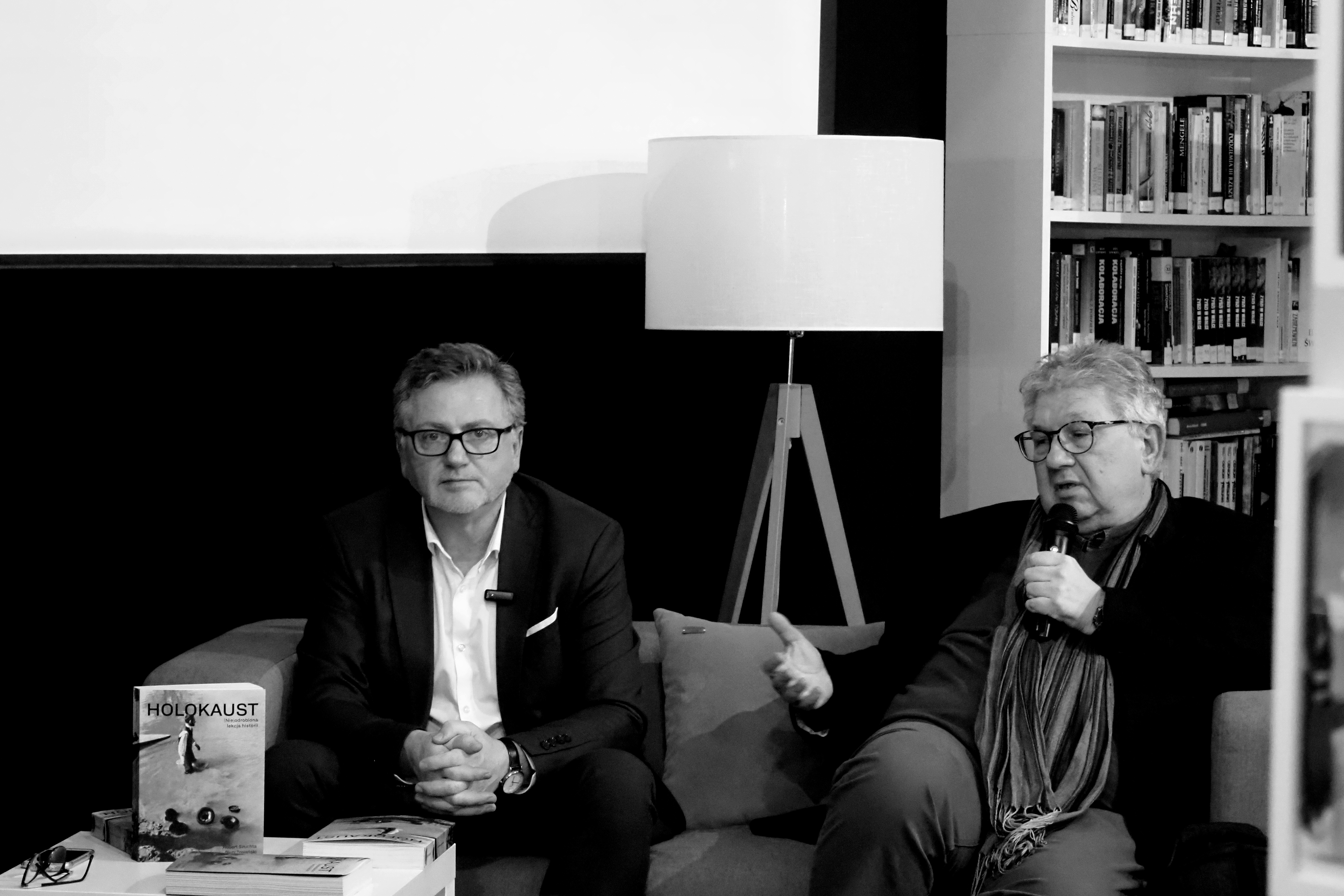
Spotkanie z autorami podręcznika „Holokaust. (Nie)odrobione lekcja historii” – Piotrem Trojańskim (od lewej) i Robertem Szuchtą (od prawej) w Klubokawiarni Babel, w dniu 8 lutego 2024

Absolwent Liceum Ogólnokształcącego im. Edwarda Dembowskiego w Gdowie z 1987 roku. Studia historyczne ukończył w Wyższej Szkole Pedagogicznej im. Komisji Edukacji Narodowej w Krakowie w 1992 roku. Doktorat z historii obronił w 2000 r. w Akademii Pedagogicznej w Krakowie na podstawie rozprawy pt. Aktywność społeczno-gospodarcza ludności żydowskiej w województwie krakowskim w latach 1918-1939. Z kolei stopień doktora habilitowanego nauk humanistycznych w zakresie historii otrzymał w 2020 r. w Uniwersytecie Pedagogicznym w Krakowie na podstawie cyklu publikacji pt. Państwowe Muzeum Oświęcim-Brzezinka a pamięć Auschwitz. Węzłowe problemy historii miejsca, polityki pamięci i edukacji o Auschwitz w latach 1945-1999.
Zaraz po studiach rozpoczął pracę w Wyższej Szkole Pedagogicznej w Krakowie (obecnie: Uniwersytet Komisji Edukacji Narodowej). Najpierw pracował na stanowisku asystenta w Zakładzie Dydaktyki Historii a potem (od 2000 r.) adiunkta w Katedrze Edukacji Historycznej. Od 2020 roku jest profesorem uczelni w Instytucie Historii i Archiwistyki Uniwersytetu Komisji Edukacji Narodowej w Krakowie. Przez pierwsze 7 lat pracę na uczelni łączył z pracą w szkole podstawowej i średniej. W latach następnych, okresowo pracował także jako wykładowca w Centrum Badań Holokaustu Uniwersytetu Jagiellońskiego i Uniwersytecie Papieskim Jana Pawła II w Krakowie. Od 2006 r. współpracuje z Międzynarodowym Centrum Edukacji o Auschwitz i Holokauście w Państwowym Muzeum Auschwitz-Birkenau w Oświęcimiu, gdzie pełni funkcję doradcy akademickiego.
W Uniwersytecie Komisji Edukacji Narodowej pełnił szereg funkcji kierowniczych. Przez ponad dwadzieścia lat (2000 - 2023) kierował unikatowymi studiami podyplomowymi „Totalitaryzm – nazizm – Holokaust”, które były prowadzone we współpracy z Państwowym Muzeum Auschwitz-Birkenau. W latach 2010–2019 był kierownikiem Pracowni Mniejszości Etnicznych i Narodowych, a w latach 2013-2015 pełnił funkcję zastępca Dyrektora Instytutu Historii i Archiwistyki. W latach 2015–2019 kierował Zespołem kierunkowym ds. Jakości Kształcenia w Instytucie Historii i Archiwistyki i był członkiem Rektorskiej Komisji ds. Jakości Kształcenia. Następnie w latach 2018-2022 kierownikiem merytorycznym i doradcą ds. jakości kształcenia innowacyjnych studiów nauczycielskich (kierunek: historia i WOS), realizowanych w ramach grantu NCBiR pt. „Kompetentny nauczyciel – mistrz i wychowawca”. W latach 2020–2021 pełnił funkcję przewodniczącego Senackiej Komisji Dyscyplinarnej dla Studentów.
Jest członkiem Polskiego Towarzystwa Historycznego, polskiej delegacji w International Holocaust Remembrance Alliance (w latach 2014-2015 był przewodniczącym Education Working Group), wiceprzewodniczącym European Association for Holocaust Studies i wiceprzewodniczącym  Stowarzyszenia Centrum Polsko-Niemieckiego w Krakowie. W latach 2008–2012 zasiadał w Międzynarodowej Radzie Oświęcimskiej przy Prezesie Rady Ministrów Rzeczypospolitej Polskiej a w latach 2020-2024 był członkiem Komisji Historii Publicznej Komitetu Nauk Historycznych Polskiej Akademii Nauk. Wchodzi w skład zespołów redakcyjnych czasopism naukowych i dydaktycznych: "Res Gestae. Czasopismo Historyczne" i "Wiadomości Historycznych. Czasopismo poświęcone dydaktyce historii".
Uczestniczył w licznych stażach naukowych, wizytach studyjnych i prowadził wykłady gościnne w zagranicznych uczelniach, m.in. Beit Berl Academic College (Izrael), HAN University of Applied Sciences w Nijmegen (Holandia), Uniwersytet Południowej Kalifornii (USA), czy Florida Atlantic University w Boca Raton (USA), Uniwersytet w Hajfie (Izrael). Inicjowała i koordynował liczne międzynarodowe konferencje naukowe i projekty wymiany studentów z Polski, Izraela, Niemiec i Kanady. Był członkiem komitetów sterujących i realizował wiele projektów międzynarodowych, m.in.: „Holocaust Education from European Perspective” (2011-2013), “Killing Sites – Research and Remembrance” IHRA Multi-Year Work Plan" (2011-2017), „The future of Holocaust education in authentic memorial sites” (2015-2018), "Online learning tools for combating antisemitism and other forms of discriminations”, którego efektem jest platforma e-learningowa "Stories that move" (2015-2018).   
Jest działaczem związkowym, współzałożycielem Komisji Międzyzakładowej OZZ "Inicjatywa Pracownicza" przy Uniwersytecie Komisji Edukacji Narodowej i Nowej Erze. Od jej powstania w 2021 r. do 2023 r. był jej wiceprzewodniczącym a obecnie pełnił funkcję przewodniczącego. Jest także członkiem Rady Programowej Oświęcimskiego Instytutu Praw Człowieka i Kapituły Nagrody Nieobojętności. W latach 2009–2021 był sekretarzem Kapituły Nagrody im. Tadeusza Słowikowskiego. W ramach swojej działalności w Stowarzyszeniu Centrum Polsko-Niemieckim współtworzył i koordynował wiele projektów edukacyjnych, m.in. wystawy objazdowe: "Żydzi w Polsce. Swoi czy obcy" i "Jestem stąd. Polska ojczyzną wielu narodów".

## Odznaczenia i wyróżnienia
- Odznaka 15-lecia Centrum Kultury Żydowskiej przyznana za pionierskie działania na polu badawczym jak i w praktyce na rzecz wprowadzenia do programów szkolnych problematyki Holokaustu (2013)
- Krzyż Kawalerski Orderu Odrodzenia Polski przyznany za wybitne osiągnięcia w odkrywaniu, gromadzeniu i upowszechnianiu prawdy o Holokauście (2008)[12] -
- Medal Komisji Edukacji Narodowej przyznany za szczególne zasługi dla oświaty i wychowania (2004)
- Dylom uznania Ambasadora Izraela w Rzeczypospolitej Polskiej za zasługi dla ochrony dziedzictwa kultury żydowskiej w Polsce (2001)

## Ważniejsze publikacje
- Holokaust. (Nie)odrobiona lekcja historii (Wydawnictwo: Towarzystwo Autorów i Wydawców Prac Naukowych Universitas i Muzeum Getta Warszawskiego, Warszawa 2024; ISBN:978-83-967694-7-3) wspólnie z Robert Szuchta
- The Role of Memorial Sites in Public History. The Case of Auschwitz State Museum. In Joanna Wojdon (Ed.) Public History in Poland  (Wydawnictwo: Routledge, London 2021)
- The image of Auschwitz in Polish history textbooks (1956-1999), "Holocaust Studies. A Journal of Culture and History" 2021, Vol. 27, iss. 1, s. 43-59 (DOI: 10.1080/17504902.2019.1625114)
- Auschwitz w okowach polityki. Międzynarodowy Komitet Oświęcimski w latach 1954-1970. Wybór dokumentów (Wydawnictwo Naukowe Uniwersytetu Pedagogicznego im. Komisji Edukacji Narodowej, Kraków 2019; p-ISBN: 978-83-8084-308-0)
- Cena odwagi. Między ocaleniem życia a ocaleniem człowieczeństwa, (red.) (Wydawnictwo: Fundacja na Rzecz MDSM w Oświęcimiu; Wydawnictwo Naukowe Uniwersytetu Pedagogicznego im. Komisji Edukacji Narodowej, Oświęcim 2019) wspólnie z Alicją Bartuś
- Edukacja o Auschwitz i Holokauście w autentycznych miejscach pamięci. Stan obecny i perspektywy na przyszłość / Education about Auschwitz and the Holocaust at Authentic Memorial Sites. Current status and future prospects, (red.) (Wydawnictwo Państwowego Muzeum Auschwitz-Birkenau, Oświęcim 2019; p-ISBN: 978-83-7704-283-0; p-ISBN: 9788377042847)
- Ciemności kryją ziemię. Wybrane aspekty badań i nauczania o Holokauście, (red.) (Wydawnictwo Naukowe Uniwersytetu Pedagogicznego im. Komisji Edukacji Narodowej w Krakowie; Fundacja Nomina Rosae Ogród Kultury Dawnej w Nowym Sączu, Kraków 2019; p-ISBN: 978-83-8084-434-6; p-ISBN: 978-83-932135-2-8) wspólnie z Martyną Grądzką-Rejak
- U podstaw pedagogiki pamięci Auschwitz i Holokaustu, (red.) (Wydawnictwo Państwowego Muzeum Auschwitz-Birkenau, Oświęcim 2018;  p-ISBN: 978-83-7704-276-2) wspólnie z Agatą Czajkowska
- Zdeptane dzieciństwo. II wojna światowa i jej wpływ na los dzieci, (red.) (Wydawnictwo: Fundacja na Rzecz MDSM, Państwowe Muzeum Auschwitz-Birkenau, Oświęcim 2017; p-ISBN: 978-83-64554-52-0; p-ISBN: 978-83-7704-237-3) wspólnie z Alicja Bartuś
- Killing sites. Research and remembrance. (Eds.) (Wydawnictwo: Metropol Verlag, IHRA, Berlin 2015; p-ISBN: 978-3-86331-233-6) wspólnie z Thomas Lutz, David Silberklang, Juliane Wetzel, Miriam Bistrovic
- Education for Remembrance of the Roma Genocide. Scholarship, commemoration and the role of youth. (Eds.) (Wydawnictwo Libron - Filip Lohner, Kraków 2015) wspólnie z Anna Mirga-Kruszelnicka, Esteban Acuna C.
- Auschwitz and Katyń in bondage of politics. The process of shaping memory in communist Poland. In. Małgorzata Pakier, Joanna Wawrzyniak  (Eds.) Memory and change in Europe. Eastern Perspectives  (Wydawnictwo: Berghahn Books, New York 2015;  p-ISBN: 978-1-78238-929-3; e-ISBN: 978-1-78238-930-9) wspólnie z Jacek Chrobaczyński
- Auschwitz i Holokaust. Edukacja w szkole i w miejscu pamięci, (red.) (Wydawnictwo Państwowego Muzeum Auschwitz-Birkenau, Oświęcim 2014; p-ISBN: 978-83-7704-079-9)
- Korczakian reminiscences. Selected aspects of the times and legacy of Janusz Korczak.  (Eds.) (Wydawnictwo Naukowe Uniwersytetu Pedagogicznego im. Komisji Edukacji Narodowej, Kraków 2014; p-ISBN: 978-83-7271-865-2) wspólnie z Agnieszka Chłosta-Sikorska, Hanna Stępniewska-Gębik
- Jak uczyć o Holokauście. Poradnik metodyczny do nauczania o Holokauście w ramach przedmiotów humanistycznych w zreformowanej szkole,(Wydawnictwo: Ośrodek Rozwoju Edukacji, Warszawa 2012) wspólnie z Robert Szuchta
- Zrozumieć Holokaust. Książka pomocnicza do nauczania o zagładzie Żydów, (Wydawnictwo Państwowego Muzeum Auschwitz-Birkenau; Ośrodek Rozwoju Edukacji, 2012; ISBN:9788362360413, Warszawa 2012) wspólnie z Robert Szuchta
- Poles & Jews : history - culture - education. (Eds.) (Wydawnictwo Naukowe Uniwersytetu Pedagogicznego im. Komisji Edukacji Narodowej, Kraków 2011) wspólnie z Mariuszem Misztalem
- Żydzi w województwie krakowskim 1918-1939. Studia statystyczne nad aktywnością społeczno-zawodową, (Wydawnictwo Naukowe Uniwersytetu Pedagogicznego im. Komisji Edukacji Narodowej, Kraków 2009; ISBN: 978-83-7271-521-0)
- Auschwitz i Holokaust. Dylematy i wyzwania polskiej edukacji, (red.) (Wydawnictwo Państwowego Muzeum Auschwitz-Birkenau, Oświęcim 2008)
- Ludzie i epoki. Historia. Klasa 3. Podręcznik historii dla liceum ogólnokształcącego, liceum profilowanego i technikum, (Wydawnictwo: Znak, Kraków 2004) wspólnie z Grzegorzem Szymanowskim
- Holokaust - lekcja historii. Zagłada Żydów w edukacji szkolnej, (red.) (Wydawnictwo Naukowe Akademii Pedagogicznej, Kraków 2004) wspólnie z Jackiem Chrobaczyńskim
- Holokaust: zrozumieć dlaczego (Wydawnictwo Bellona i "Mówią Wieki", Warszawa 2003; ISBN:8311097755) wspólnie z Robert Szuchta
- Holocaust. Program nauczania o historii i zagładzie Żydów na lekcjach przedmiotów humanistycznych w szkołach ponadpodstawowych(Wydawnictwo Szkolne PWN, Warszawa, 2000; ISBN:8371952430) wspólnie z Robert Szuchta